# Erika Zwierlein-Diehl
Erika Zwierlein-Diehl, geborene Diehl (* 28. März 1936 in Zweibrücken; † 24. Mai 2025 in Bonn), war eine deutsche Klassische Archäologin und Hochschullehrerin.

## Leben
Erika Diehl studierte Klassische Archäologie und Klassische Philologie an der Universität Heidelberg, wo sie 1960 bei Roland Hampe mit der Dissertation Die Hydria in Grab und Kult der Griechen promoviert wurde. Nach der Promotion erhielt sie für 1960/1961 das Reisestipendium des Deutschen Archäologischen Instituts. Nach ihrer Rückkehr arbeitete sie 1961 als Assistentin an der Antikenabteilung der Staatlichen Museen zu Berlin und ab 1962 als Wissenschaftliche Assistentin, später Akademische Rätin am Archäologischen Institut der Universität Heidelberg.
1969 heiratete sie den Altphilologen Otto Zwierlein und trat von ihrer Stelle zurück, um mit ihrem Mann nach Berlin zu ziehen. In Berlin wurde sie 1970 an der Technischen Universität mit der Arbeit Antike Gemmen in deutschen Sammlungen. Band II (Antikenabteilung Berlin) habilitiert. Noch im gleichen Jahr wurde sie dort zum Wissenschaftlichen Rat, 1971 zum Professor für Klassische Archäologie ernannt.
Während einer Familienpause wurde die Professur durch Vertreter weitergeführt. Die Kinder wurden 1971 (die Anglistin Anne-Julia Zwierlein), 1973 (der Historiker Cornel Zwierlein) und 1977 (der Physiker Martin Zwierlein) geboren. Nach einem Ruf nach Hamburg 1971 nahm Otto Zwierlein 1978 einen solchen nach Bonn an. Mit dem Umzug der Familie nach Bonn 1979 gab Zwierlein-Diehl ihre Stelle an der TU Berlin auf. Sie blieb weiter in Lehre und Forschung tätig, nahm Lehraufträge an den Universitäten Bonn, Köln, Düsseldorf und Mainz wahr. 1993 wurde sie an der Universität Bonn zur Honorarprofessorin für Klassische Archäologie ernannt.
Zwierlein-Diehl war seit 1966 korrespondierendes Mitglied des Deutschen Archäologischen Instituts.
Ihr Hauptforschungsgebiet war die Geschichte der antiken Glyptik.

## Veröffentlichungen
- Die Hydria. Formgeschichte und Verwendung im Kult des Altertums. Philipp von Zabern, Mainz 1964 (= Dissertation).
- Antike Gemmen in deutschen Sammlungen. Band 2: Staatliche Museen Preussischer Kulturbesitz, Antikenabteilung, Berlin. Prestel, München 1969.
- Die antiken Gemmen des Kunsthistorischen Museums in Wien. 3 Bände, Prestel, München 1973–1991, ISBN 3-7913-0040-7 (Band 1), ISBN 3-7913-0458-5 (Band 2), ISBN 3-7913-1088-7 (Band 3).
- Helena und Xenophon. Ein archäologisches Kinderbuch. Philipp von Zabern, Mainz 1974 (Nachdruck, ebenda 2000, ISBN 3-8053-0284-3).
- Glaspasten im Martin-von-Wagner-Museum der Universität Würzburg. Teil 1: Abdrücke von antiken und ausgewählten nichtantiken Intagli und Kameen. Prestel, München 1986, ISBN 3-7913-0744-4, DOI:10.1515/9783422801639 (Open Access).
- Magische Amulette und andere Gemmen des Instituts für Altertumskunde der Universität zu Köln (= Papyrologica Coloniensia. Band 20). Westdeutscher Verlag, Opladen 1993, ISBN 3-531-09934-5.
- Der Dreikönigenschrein im Kölner Dom. Teilband 1: Die Gemmen und Kameen des Dreikönigenschreines (= Studien zum Kölner Dom. Band 5). Verlag Kölner Dom, Köln 1998, ISBN 3-922442-25-0.
- Das Onyx-Alabastron aus Stift Nottuln in Berlin (= Winckelmanns-Programm der Archäologischen Gesellschaft zu Berlin. Nummer 138). Walter de Gruyter, Berlin 1999, ISBN 3-11-016748-4.
- Siegel und Abdruck. Antike Gemmen in Bonn. 130 ausgewählte Stücke. Sonderausstellung vom 18. September 2002 bis 31. Januar 2002, gestaltet mit Studierenden des Archäologischen Instituts der Rheinischen Friedrich-Wilhelms-Universität Bonn. Köllen, Bonn 2002, ISBN 3-88579-110-2.
- Antike Gemmen und ihr Nachleben. Walter de Gruyter, Berlin/New York 2007, ISBN 978-3-11-019450-0.
- Magie der Steine. Die antiken Prunkkameen im Kunsthistorischen Museum. Brandstätter, Wien 2008, ISBN 978-3-85033-275-0.
- mit Diana Scarisbrick, John Boardman und Claudia Wagner: The Marlborough Gems. Formerly at Blenheim Palace, Oxfordshire. Oxford University Press, Oxford 2009, ISBN 978-0-19-923751-7 (ergänzende Website).
- Glaspasten im Martin-von-Wagner-Museum der Universität Würzburg. Teil 2: Abdrücke von neuzeitlichen Kameen und Intaglien. Nachträge und Ergänzungen zu Band 1. Prestel, München 2023, ISBN 978-3-422-80058-8.